# Мухамед Куленовић
Мухамед Куленовић (Босански Петровац, 4. јануар 1902 — Ступник, 14. јул 1941) био је југословенски ликовни стваралац између два свјетска рата и један од истакнутијих југословенских комуниста и револуционара.

## Животопис
Мухамед Куленовић је рођен 4. јануара 1902. године у Босанском Петровцу, од оца Салиха и мајке Ханифе. Поједини извори нетачно наводе да је рођен 1895, односно 1900. године. Био је из старе беговске породице Куленовића, чије презиме сугерише на поријекло од Кулина бана. Припадао је огранку Аликапетановића. Отац му је био Салих-бег Куленовић, а дјед му је био бивши градоначелник Босанског Петровца Скендер-бег Куленовић. Мајка му је била Ханифа Глухбеговић, од травничке беговске фамилије Глухбеговића. Његова рођена браћа била су велики српски књижевник Скендер Куленовић и спортиста Музафер Куленовић, који је страдао у логору Бањица, а имао је и сестру Ћамку (удата Крилов). Мухамед је у Петровцу завршио основну школу, ниже разреде гимназије похађао је у Бањалуци, а више у Бихаћу. Прва сликарска искуства стиче у Бихаћу код земљака Јована Бијелића, код кога је једно вријеме и становао. На наговор Јована Бијелића, 1917. године, без знања родитеља, уписује и завршава Академију ликовних умјетности у пољском граду Кракову. Завршио је у класи професора Станислава Вајса (Stanislaw Weiss) и постао први академски сликар из босанскохерцеговачког муслиманског миљеа. У међувремену, 1923. године, због наглог осиромашења аграрном реформом, породица му прелази у мајчино родно мјесто Травник.
По окончању студија, остао је у Пољској и радио као професор цртања у Лублину, Лубартову, Ћеханову и Жирардову. Служио се француским, пољским, руским и њемачким језиком. Након што је изгубио право да предаје због непосједовања пољског држављанства, издржавао се превођењем дјела југословенских писаца (поред осталих, преводио је Стевана Сремца, Бору Станковића, Хамзу Хуму, Мирослава Крлежу), а бави се и театарским радом. У Пољској се упознао и са комунистичким идејама и на једном скупу упознао је своју будућу супругу Каролину Рачевски, са којом је добио ћерке Камилу (1927, удата Марић) и Џену (1930). Због популаризације комунистичких идеја, године 1927. бива осуђен на три године затвора, а у затвору проводи 17 мјесеци (од маја 1931. до октобра 1932. године), а потом бива протјеран из Пољске у Југославију. Почетком 1933.године са породицом долази родитељима у Травник. У Травнику су му се родили син Решад (1934) и ћерка Јасминка (1939, удата Рогановић).

### Културна дјелатност
Овдје почиње други дио Мухамедовог живота. У Травнику Мухамед зарађује сликајући портрете угледних Травничана, подучавајући њемачки језик и предавајући у школама и другим установама. Излаже на изложбама (као што је била II Јесења изложба ликовних умјетника Дринске бановине из октобра 1933. године), скупа са знаменитим сликарима тог времена Ђоком Мазалићем, Романом Петровићем, Мицом Тодоровић, Тодором Јанковићем, Петром Шаином, Петром Тијешићем, Данијелом Данилом Кабиљом, Карлом Мијићем, Марином Студином, Сигом Сумерекером. Такође држи предавања о умјетности у Сарајеву и Загребу. Мухамед је радио и на организацији представа са социјалном тематиком, а у томе му је помагао брат Скендер. Сликао је углавном портрете, али бавио се и сликањем пејзажа. Сликао је различитим техникама: уље на платну, уље на картону, акварел на папиру, акварел на картону, туш, цртеж, сламорез на картону, сламорез на гвашираном картону, сламорез на дрвету. Сачувано је око 50 његових слика, од којих 17 у приватној колекцији. Број слика који није сачуван вишеструко је већи.

### Револуционарна дјелатност
Ипак, велики дио свог времена Мухамед проводи успостављајући ћелију КПЈ у Травнику. На крају, 1939. успоставља се Мјесни комитет КПЈ, а Мухамед бива изабран за првог секретара овог комитета. Мухамедов брат Скендер, под Мухамедовим утицајем, постао је члан КПЈ током студија у Загребу.
Успостављањем НДХ, под удар усташких власти у Травнику долазе Срби, Јевреји и комунисти, па је 30. априла 1941. међу првима ухапшен Мухамед Куленовић и спроведен у усташки логор Керестинец. У почетку су заточеници мислили да је то затвор и да ће се са њима поступати као и у вријеме Краљевине Југославије, па су се бавили слободним активностима. Мухамед је сликао портрете, али велики број ових слика није сачуван. Када су почеле прве ликвидације, схватили су о чему се ради, па су почели припремати бијег, који су реализовали у ноћи између 13. и 14. јула 1941. Ипак, жандармеријске снаге су сустигле затворенике. Само мањи дио њих успио је побјећи. Велики дио затвореника је ликвидиран код Ступничке шуме, а међу њима је био и Мухамед Куленовић. Мухамедова ћерка Камила такође је као скојевка била ухапшена 24. фебруара 1944. године и спроведена у Централни затвор Гестапоа у Сарајеву. Била је осуђена на смрт, али се разбољела од тифуса и то јој је на неки начин спасило живот.

### Поратни период
Након Другог свјетског рата, улица у Травнику, у којој је живјела породица Куленовић, понијела је име браће Куленовић. Такође, име браће Куленовић у Травнику су носили и дјечије обданиште и аматерско позориште. Почетком грађанског рата у БиХ, наведеним улици, обданишту и позоришту имена су промијењена и више нису враћена.